# Cacoxenus argyreator
Cacoxenus argyreator är en tvåvingeart som beskrevs av Frey 1932. Cacoxenus argyreator ingår i släktet Cacoxenus och familjen daggflugor.
Artens utbredningsområde är Finland. Arten är reproducerande i Sverige. Inga underarter finns listade i Catalogue of Life.